# Коркмаскалинский сельсовет
Коркмаскалинский сельсовет  — административно-территориальная единица и муниципальное образование со статусом сельского поселения в Кумторкалинском районе Дагестана Российской Федерации.
Административный центр — село Коркмаскала.

## Население
| 2002    | 2010  | 2012  | 2013  | 2014    | 2015    | 2016    |
| ------- | ----- | ----- | ----- | ------- | ------- | ------- |
| 6149    | ↗8006 | ↗8232 | ↗8504 | ↗8703   | ↗8847   | ↗9104   |
| 2017    | 2018  | 2019  | 2020  | 2021    | 2023    | 2024    |
| ↗9250   | ↗9352 | ↗9520 | ↗9742 | ↗11 125 | ↗11 390 | ↗11 667 |
| 2025    |       |       |       |         |         |         |
| ↗11 926 |       |       |       |         |         |         |

## Состав
| № | Населённый пункт | Тип населённого пункта       | Население |
| - | ---------------- | ---------------------------- | --------- |
| 1 | Дахадаевка       | село                         | ↗320      |
| 2 | Коркмаскала      | село, административный центр | ↗10 805   |